# Mas de Geperut
El Mas de Geperut és un mas situat al municipi d'Alcover, a la comarca catalana de l'Alt Camp.